# Yun Po-sun
Yun Po-sun (en coréen : 윤보선, /jun po.sʌn/ → /jun.bo.sʌn/) est un homme d'État sud-coréen, né le 26 août 1897 à Asan, dans la province du Chungcheong du Sud, et mort le 18 juillet 1990 à Séoul. Il est président de la République de 1960 à 1962.

## Biographie
Diplômé de l'université d'Édimbourg en 1930, Yun Po-sun fait son entrée en politique en 1945, après la fin de l'occupation japonaise de la Corée. Proche du président Syngman Rhee, ce dernier le nomme maire de Séoul en 1948. Il accède aux fonctions du ministre du Commerce et de l'Industrie en 1949.
En désaccord avec la politique autoritaire du président, il devient président de la Croix-Rouge et rejoint l'opposition. Élu député en 1954, il est l'un des fondateurs du Parti démocrate, en 1955.
Après la démission de Syngman Rhee à la suite des manifestations étudiantes déclenchées le 19 avril 1960, la Corée du Sud adopte un régime parlementaire. La constitution est amendée et la Seconde République est proclamée.
Les élections législatives du 29 juillet 1960 sont remportées par le Parti démocrate. Il est élu président de la République le 13 août et prête serment le 15. Il nomme Chang Myon Premier ministre. Écarté après le coup d'État militaire du 16 mai 1961 du général Park Chung-hee, il reste formellement chef de l'État jusqu'à sa démission, le 22 mars 1962.
Deux fois principal candidat de l'opposition à l'élection présidentielle contre Park Chung-hee, il est battu en 1963 à 45,1 % des voix contre 46,65 %, et en 1967 à 40,93 % des voix contre 51,44 % . Ayant sévèrement critiqué le traité de 1965 normalisant les relations entre la Corée du Sud et le Japon, ainsi que la politique pro-américaine du président Park Chung-hee, il est condamné pour des motifs politiques. Il se consacre ensuite à des activités culturelles.